# I. Ramszesz
I. Ramszesz (uralkodói nevén Menpehtiré; i. e. 1340 k. – i. e. 1290) az ókori Egyiptom XIX. dinasztiájának első fáraója i. e. 1292-től haláláig; I. Széthi édesapja, II. Ramszesz nagyapja.
Nem fűzte rokonság a korábbi uralkodócsaládokhoz. Régi barátja és harcostársa, Horemheb jelölte ki utódjául a trónra. Nem egészen két évig tartó uralkodásának pontos ideje nem ismert, de leginkább úgy tartják, i. e. 1292 és 1290 vagy 1295–1294 közt uralkodott. Bár a dinasztia alapítójának tartják, rövid uralma csak átmenetet képezett Horemheb és a 19. dinasztia nagy fáraói, I. Széthi és II. Ramszesz uralma között. Maguk a Ramesszidák valószínűleg Horemhebet tekintették dinasztiaalapítónak, bár Ramszesz uralkodói nevének hasonlósága a XVIII. dinasztia alapítójáéhoz azt sugallja, tisztában volt vele, hogy új dinasztiát alapít.

## Származása és trónra kerülése
Eredetileg Paramesszunak hívták; alsó-egyiptomi nemesi családba született, talán a korábbi hükszosz főváros, Avarisz környékén. Katonai pályára lépett, először az íjászok élére állt (ezt a pozíciót apjától, Széthitől örökölte), majd felfelé haladt a ranglétrán, végül tábornok lett. Barátja volt Horemheb, akit ma a XVIII. dinasztia utolsó fáraójaként tart számon a történettudomány, és aki vezírré (feltehetőleg az északi vezírré) nevezte ki. Paramesszu ebben az időben Alsó- és Felső-Egyiptom papjai felügyelőjének tisztjét is betöltötte, így feltehetőleg fontos szerepet játszott abban, hogy Egyiptom visszatérjen a régi valláshoz az Amarna-kor után. Lehetséges, hogy ő az a meg nem nevezett parancsnok, akit Horemheb szakkarai sírjában ábrázolnak.
Horemheb, miután nem született fia, Paramesszut jelölte ki örökösének, feltehetőleg mert neki és feleségének, Szitrének már volt egy fia, Széthi, és unokái is, így a trónutódlás nemzedékekkel előre biztosítva volt. Horemheb még életében társuralkodóvá nevezte ki Ramszeszt, és ugyanazokat a címeket adta neki, melyeket ő viselt Tutanhamon uralkodása alatt. Mivel Egyiptomot észak felől fenyegette komoly veszély, Horemheb döntésében szerepet játszhatott Paramesszu észak-egyiptomi származása (Avarisz főistene, Széth kapcsolatba hozható a kánaáni Baállal). Paramesszu egy időben az északkeleti határvidéken található szilai erőd parancsnoka volt.

## Uralkodása
Trónra léptekor felvett neve, a Menpehtiré („Ré hatalma örökkévaló”) nagyban hasonlít a XVIII. dinasztiát megalapító I. Jahmesz fáraó uralkodói nevéhez (Nebpehtiré).
Mivel már idős emberként lépett trónra, fiát, Széthit sietve kinevezte trónörökösnek, vezírnek és a szilai erőd parancsnokának, valamint több deltabeli isten, köztük Széth főpapi címét is ráruházta. Széthit több hadjárat vezetésével is megbízta, többek közt azzal, hogy foglalja vissza Egyiptom elveszített szíriai területeit. Maga Ramszesz inkább a belföldi ügyekkel foglalkozott; ezek közül a legfontosabb, hogy befejezte a karnaki templom második pülónjának építését, melyet még Horemheb uralma alatt kezdtek meg.

## Halála
Rövid uralma alatt Ramszesznek nem volt alkalma épületek sorát emelni. Halálakor egy sietve befejezett, nem túl nagy sírba temették. Manethón 16 hónapnyi uralkodást tulajdonít neki, de ennél legalább egy hónappal tovább kellett, hogy uralkodjon, említik ugyanis a 2. év peret évszaka II. hónapjának 20. napját egy sztélén (Louvre C57), melyen elrendeli, hogy ételt és papokat küldjenek a buheni erődben álló Ptah-templomba. Jürgen von Beckerath úgy véli, Ramszesz ezután öt hónappal halt meg, i. e. 1290 júniusában, mivel fia a semu évszak III. hónapjának 24. napján lépett trónra.
Egyetlen ismert tette, hogy elrendelte az előbb említett núbiai, buheni templom ellátását, valamint megkezdte Abüdoszban egy templom építését, melyet később Széthi fejezett be. Az idős fáraót a Királyok Völgyében temették el, sírja ma a KV16 számot viseli. A sírt Giovanni Belzoni fedezte fel 1817. október 11-én. A díszítések nagyban emlékeztetnek a Horemheb sírjában (KV57) találtakra. A múmiát később a sírrablók elől a DB320-as rejtekhelyre vitték. A számos itt megtalált múmia közt volt unokája, II. Ramszesz múmiája is; a külső koporsó, amiben megtalálták, I. Ramszeszé lehetett eredetileg.

## Újrafelfedezése és azonosítása
Ramszesz múmiáját a jelenlegi elméletek szerint az Abd el-Raszul sírrablócsalád fedezte fel a DB320-as rejtekhelyen, és elvitték innen. A sír hivatalos felfedezésekor már csak múmiapólyákat találtak a koporsóban. Dr. James Douglas üzletember egy, az Abd el-Raszulokkal kapcsolatban álló kereskedőtől vásárolta meg azt a múmiát, amelyet később I. Ramszesz testeként azonosítottak, ő vitte Amerikába 1860-ban. Az azonosítatlan múmiát több mint 130 éven át az ontariói Niagara Múzeumban állították ki különféle érdekességek közt, míg végül William Jamieson kanadai üzletember 1999-ben eladta az atlantai Emory Egyetem Michael C. Carlos Múzeumának.
Dr. Arne Eggebrecht német egyiptológus vetette fel először az 1980-as években, hogy a múmia egy újbirodalmi fáraóé lehet. A múmia személyazonosságát nem sikerült minden kétséget kizáróan megállapítani, de a CT-, a röntgenvizsgálatok és a radiokarbonos kormeghatározás segítségével, valamint családtagjai megtalált múmiáival összehasonlítva (orra különösen hasonlít I. Széthi és II. Ramszesz jó állapotban fennmaradt múmiája orrához) az egyetem tudósai arra a következtetésre jutottak, igen nagy a valószínűsége, hogy I. Ramszeszről van szó. Hogy újbirodalmi fáraóé a múmia, azt megerősíti karjainak helyzete (a mellkason keresztezve) is, a balzsamozási eljárás pedig az volt, ami az újbirodalmi királyi családtagokra jellemző volt. Vizsgálatok fényt derítettek arra is, hogy halálakor 45 évesnél idősebb lehetett, és fülgyulladásban szenvedett, ami akár halála oka is lehetett.
A múmiát ezután visszaadták Egyiptomnak, ahol 2003. október 24-én államfőnek kijáró tiszteletadással fogadták, és a Luxori Múzeumban állították ki, I. Jahmesz múmiájával együtt.

## Titulatúra
A fáraók titulatúrájának magyarázatát és történetét lásd az Ötelemű titulatúra szócikkben.
| G5 |

| G5 |

| E2 · D40 | M13 | M23 | t | i | i | Y1 · Z2 |

| E2 · D40 | M13 | M23 | t | i | i | Y1 · Z2 |

| E2 · D40 | M13 | M23 | t | i | i | Y1 · Z2 |

| E2 · D40 | M13 | M23 | t | i | i | Y1 · Z2 |

| G5 |

| G5 |

| E2 · D40 | M13 | M23 | t | i | i | Y1 · Z2 |

| E2 · D40 | M13 | M23 | t | i | i | Y1 · Z2 |

| E2 · D40 | M13 | M23 | t | i | i | Y1 · Z2 |

| E2 · D40 | M13 | M23 | t | i | i | Y1 · Z2 |

| G16 |

| G16 |

| N28 · D36 | Y1V | m&t | M23 | A44 | W19 | i | t · Aa15 · U15 |

| N28 · D36 | Y1V | m&t | M23 | A44 | W19 | i | t · Aa15 · U15 |

| G16 |

| G16 |

| N28 · D36 | Y1V | m&t | M23 | A44 | W19 | i | t · Aa15 · U15 |

| N28 · D36 | Y1V | m&t | M23 | A44 | W19 | i | t · Aa15 · U15 |

| G8 |

| G8 |

| s | mn · n | U32 | Aa11 · M3 | Aa1 |

| s | mn · n | U32 | Aa11 · M3 | Aa1 |

| G8 |

| G8 |

| s | mn · n | U32 | Aa11 · M3 | Aa1 |

| s | mn · n | U32 | Aa11 · M3 | Aa1 |

| M23 | L2 |

| M23 | L2 |

| ra · mn | F9 · t · t |

| ra · mn | F9 · t · t |

| ra · mn | F9 · t · t |

| ra · mn | F9 · t · t |

| ra · mn | F9 · t · t |

| ra · mn | F9 · t · t |

| ra · mn | F9 · t · t |

| ra · mn | F9 · t · t |

| M23 | L2 |

| M23 | L2 |

| ra · mn | F9 · t · t |

| ra · mn | F9 · t · t |

| ra · mn | F9 · t · t |

| ra · mn | F9 · t · t |

| ra · mn | F9 · t · t |

| ra · mn | F9 · t · t |

| ra · mn | F9 · t · t |

| ra · mn | F9 · t · t |

| G39 | N5 | \| \| |
|     |    |       |

|  |

| G39 | N5 | \| \| |
|     |    |       |

|  |

| ra | ms | s | sw | w |

| ra | ms | s | sw | w |

| ra | ms | s | sw | w |

| ra | ms | s | sw | w |

| ra | ms | s | sw | w |

| ra | ms | s | sw | w |

| ra | ms | s | sw | w |

| ra | ms | s | sw | w |

| G39 | N5 | \| \| |
|     |    |       |

|  |

| G39 | N5 | \| \| |
|     |    |       |

|  |

| ra | ms | s | sw | w |

| ra | ms | s | sw | w |

| ra | ms | s | sw | w |

| ra | ms | s | sw | w |

| ra | ms | s | sw | w |

| ra | ms | s | sw | w |

| ra | ms | s | sw | w |

| ra | ms | s | sw | w |